# Operación norte (cortometraje)
Operación norte es un cortometraje argentino de estilo policial negro y humor, escrito por los músicos Pipo Cipolatti y Eduardo Cano. Fue estrenado en el año 1984 y fue dirigido por el realizador Ezequiel Abalos.  

## Sinopsis
La policía intenta atrapar a una banda de narcotraficantes. En esta película cuyo audio está completamente extraído de la película Los viciosos (1962), de Enrique Carreras. Este cortometraje fue, luego de una calurosa crítica, prohibido y destruido, salvo unas pocas copias.

## Elenco
- Pipo Cipolatti
- Daniel Melingo
- Miguel Zavaleta
- Eduardo Cano
- Andrés Calamaro
- Rolo Rosini
- Carniccio
- Jorge Rañi
- Sergio Albertone